# Порт Честър
Порт Честър (на английски: Port Chester) е селище в североизточната част на Съединените американски щати, част от окръг Уестчестър на щата Ню Йорк. Населението му е около 29 000 души (2010).
Разположено е на 13 метра надморска височина в североизточния край на платото Пидмънт, на брега на Лонгайлъндския проток и на 38 километра североизточно от центъра на град Ню Йорк. Селището е основано през 1660 година от заселници от близкия Гринуич. Развива се като предградие на Ню Йорк, като от средата на XX век са изградени производствени и административни бази на множество големи предприятия.

## Известни личности
Родени в Порт Честър
- Дейвид Гланц (р. 1942), историк
- Дженифър Донъли (р. 1963), писателка